# Paraguarí (département)
Le département de Paraguarí (en espagnol : Departamento de Paraguarí) est un des 17 départements du Paraguay. Son code ISO 3166-2 est PY-9.

## Géographie
Le département, situé au sud du pays, est limitrophe :
- au nord, du département de la Cordillera ;
- au nord-est, du département de Caaguazú ;
- à l'est, du département de Guairá ;
- au sud-est, du département de Caazapá ;
- au sud, du département de Misiones ;
- au sud-ouest, du département de Ñeembucú ;
- au nord-ouest, du département Central.

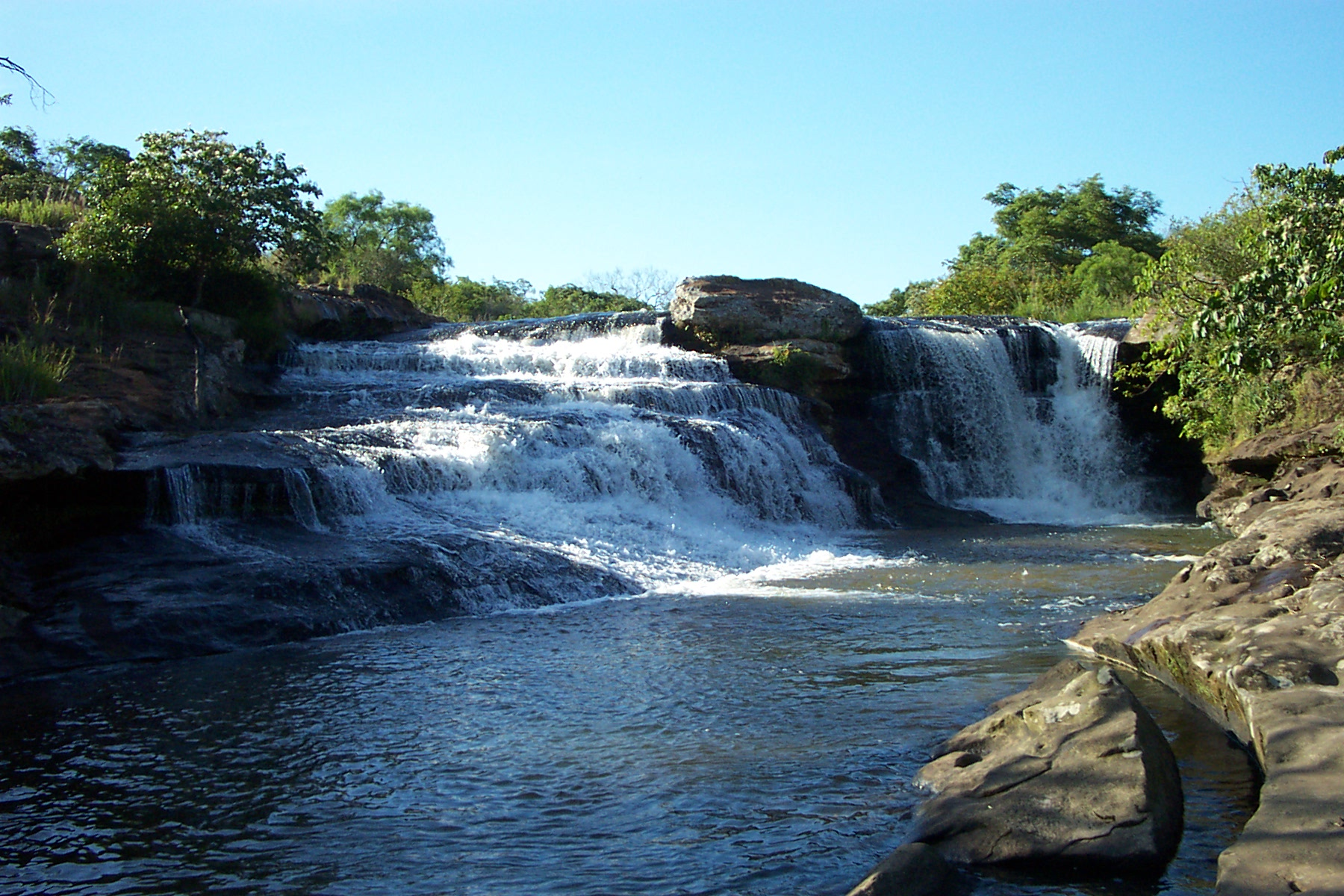
Salto Piraretá

## Subdivisions
Le département est subdivisé en 17 districts :
- Acahay
- Caapucú
- Carapeguá
- Escobar
- General Bernardino Caballero
- La Colmena
- Mbuyapey
- Paraguarí
- Pirayú
- Quiindy
- Quyquyhó
- San Roque González de Santa Cruz
- Sapucái
- Tebicuary-mí
- Yaguarón
- Ybycuí
- Ybytimí